# Chiloglanis rukwaensis
Chiloglanis rukwaensis é uma espécie de peixe da família Mochokidae.
É endémica da Tanzânia.
Os seus habitats naturais são: rios.